# Dvärgschnauzer
För liknande hundraser, se Schnauzer och pinscher.
Dvärgschnauzer är en hundras från Tyskland. Den är snarare en miniatyrkopia av schnauzern än en dvärgversion av densamma. I en undersökning 2012/2013 utnämndes dvärgschnauzern till en av världens tio populäraste hundraser.

## Historia
Första gången en dvärgschnauzer registrerades i en stambok var 1888 och första gången den visades på hundutställning var 1899. Upprinnelsen till dvärgschnauzern är att man valde ut små exemplar av schnauzer. Vid samma tid höll den då populära affenpinschern på att degenereras, då de inte ens behövde gå själva på utställning. 1897 föddes idén att korsa in små schnauzrar för att rädda affenpinschern. Resultatet blev istället dvärgschnauzern som efter renavling blev en egen ras, medan affenpinschern istället räddades genom att man tog vara på livskraftiga exemplar.
Genom sin härstamning från schnauzern är den till ursprunget en gårdshund med uppgift att jaga råttor, möss och andra skadedjur.

## Egenskaper

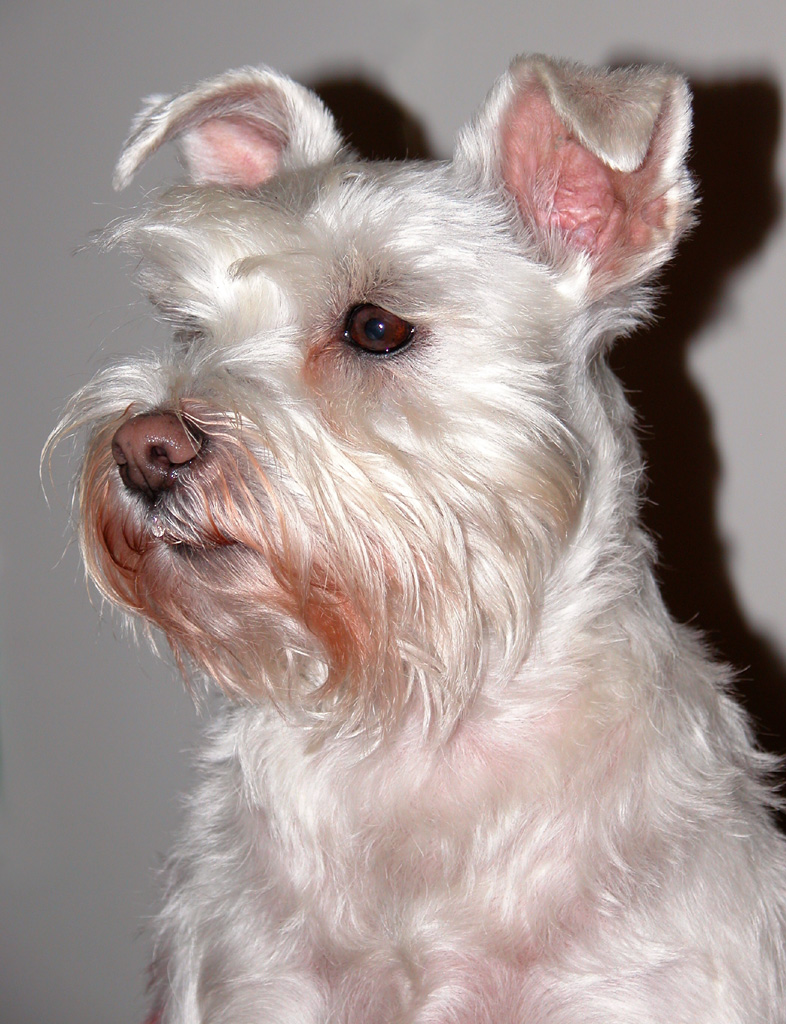
Dvärgschnauzer, vit

Dvärgschnauzern är framförallt en sällskapshund som lämpar sig för flera hundsporter. Den är mångsidig och man kan även träna den i till exempel agility eller någon av bruksgrenarna och rallylydnad är också en rolig sport. Många dvärgschnauzrar är duktiga i lydnadstävlingar och några av dessa deltar i grytprov.
Dvärgschnauzern är energisk, klok, orädd, uthållig, envis och vaksam. Den är arbetsvillig, läraktig och tillgiven. Epitetet "stor hund i litet format" har sin grund i det intelligenta och tuffa, men godmodiga temperamentet. Dvärgschnauzern är en viljestark och bitvis envis hund. Den har egen vilja och håller inte alltid med sin förare, men med rätt träning är den en god lyssnare.
Den intar gärna en avvaktande hållning gentemot främlingar. Det är inte en hund som reservationslöst och ögonblickligen accepterar vem som helst. Den vill själv bilda sig en uppfattning om personen. Rasen är generellt sett nyfiken på andra hundar, men väntar gärna med lek tills den har bildat sig en uppfattning om den nya hunden. Genom socialisering i ung ålder främjar man ett positivt beteende.
Dvärgschnauzern kräver inte mer än normala promenader. Den vuxna hunden tål dock ordentligt med motion och sägs vara svår att trötta ut. Den mår bra om den får arbeta med huvudet genom olika övningar både inom- och utomhus, men kan även trivas med den normala stimulans som den får i ett vanligt familjeliv. Den har ett större behov av att alltid få vara med på vad som händer än av att behöva arbeta med något konkret. Dvärgschnauzern är mycket lätt att resa med tack vare sin storlek och behov av att få vara nära sin flock.

## Utseende
Dvärgschnauzern skall vara en förminskad kopia av schnauzern. De tillåtna färgerna är svart, vit, peppar/salt samt svart/silver. Pälsen, som vanligtvis trimmas, består av rakt, strävt täckhår med tät underull och bildar långt skägg och buskiga ögonbryn. Öron och svans kuperas i vissa länder men sedan 1989 är det förbjudet i Sverige. En dvärgschnauzer ska vara kraftig, kompakt och kvadratiskt byggd. Mankhöjden skall ungefär motsvara kroppslängden.

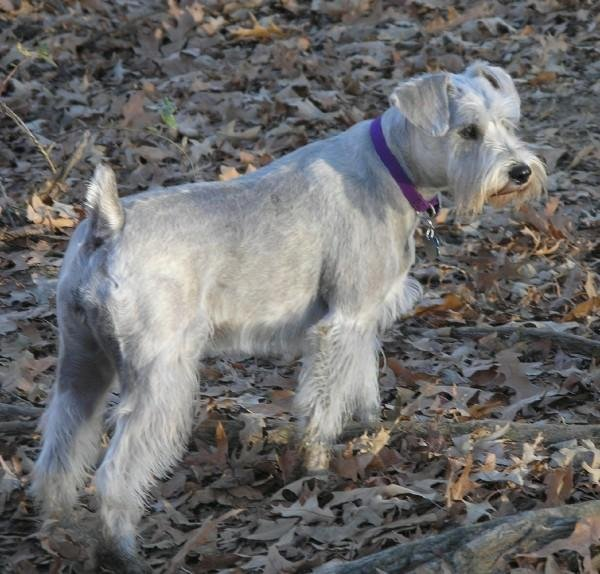
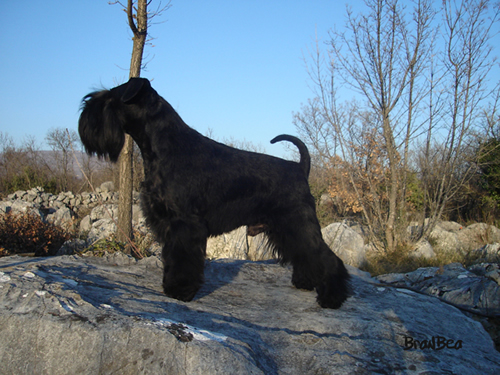
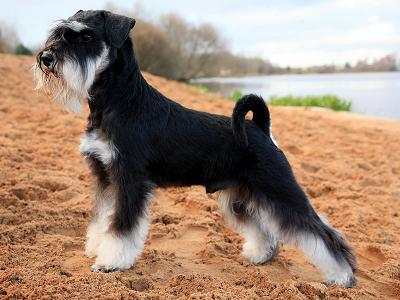
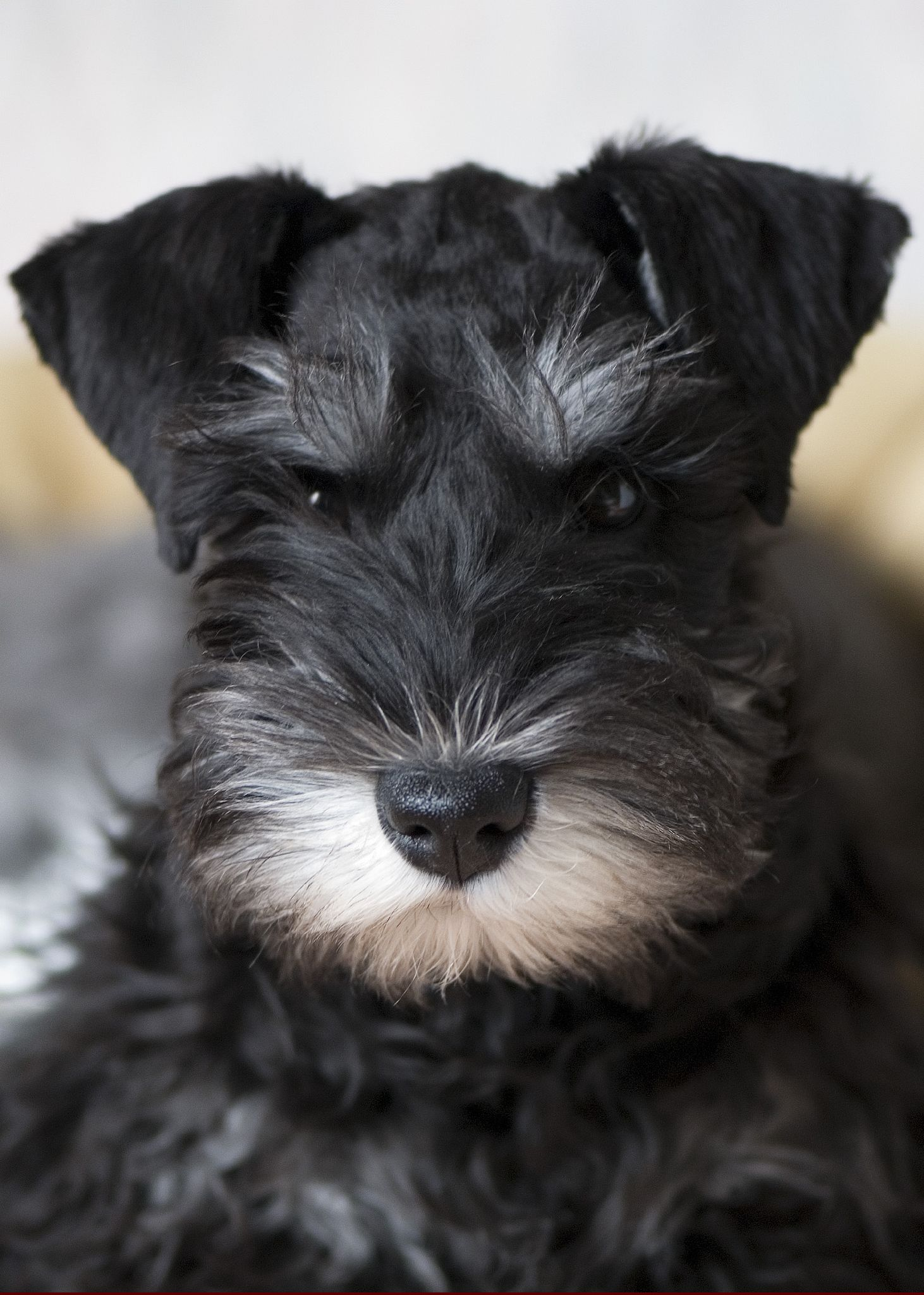
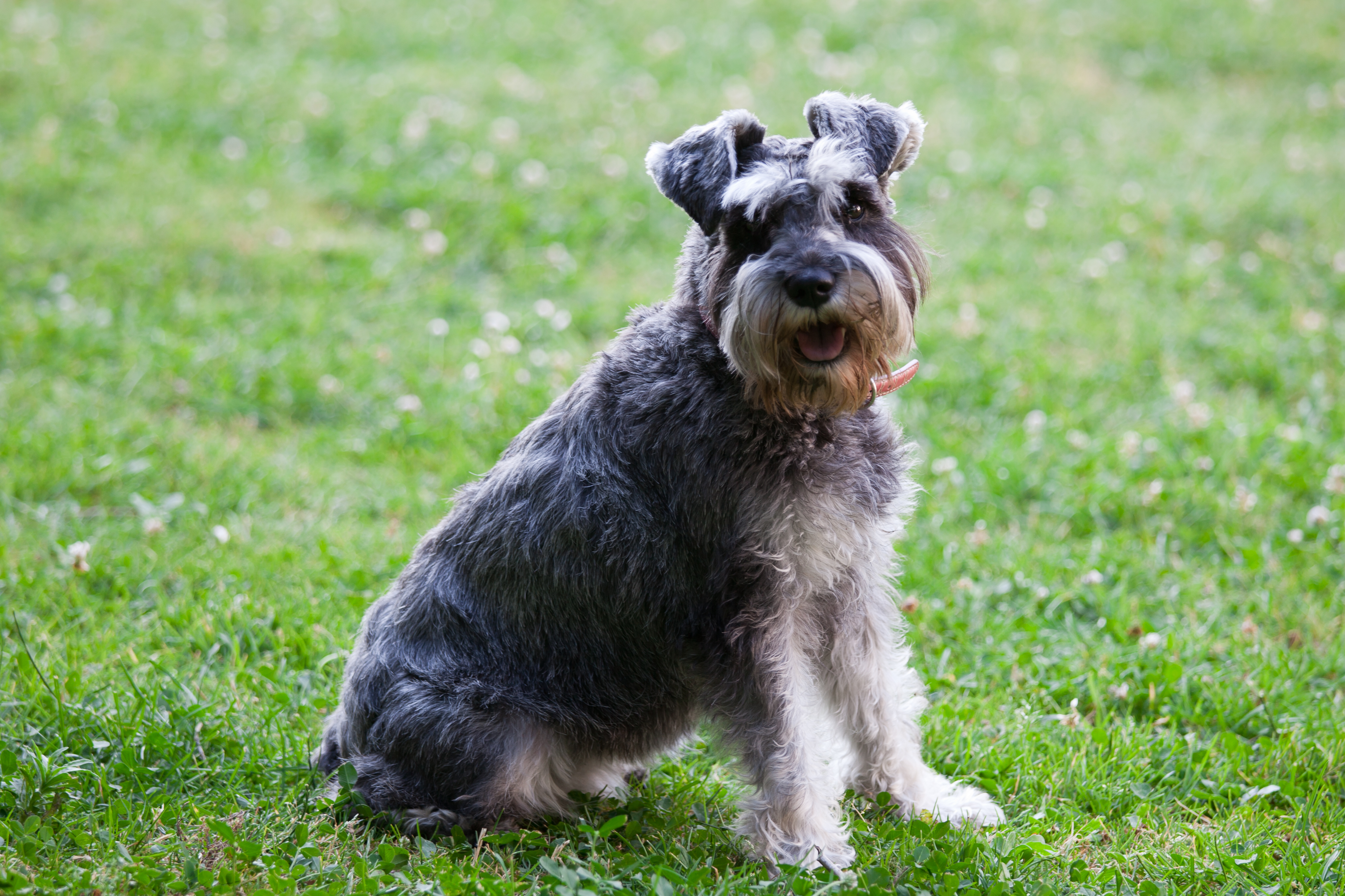
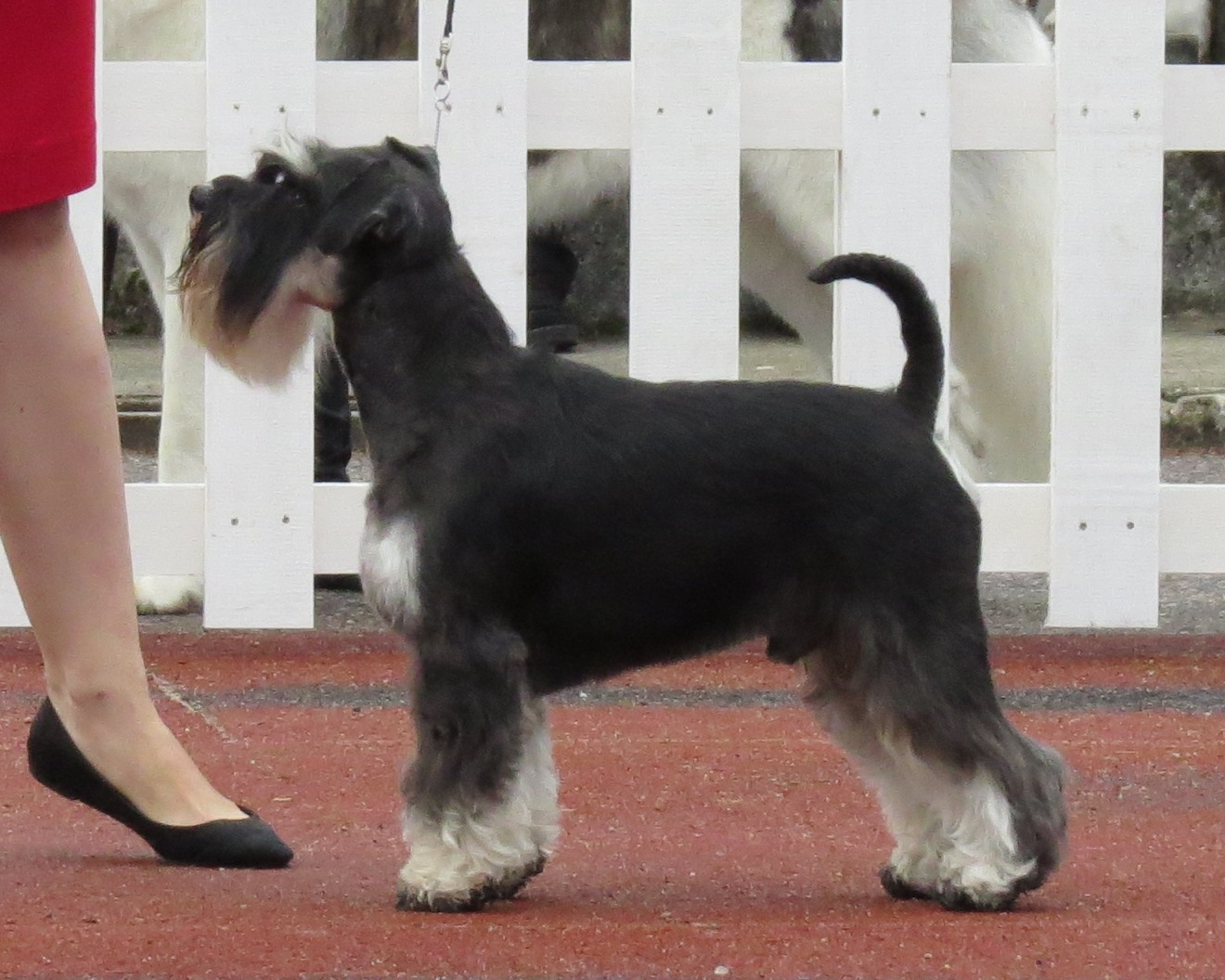
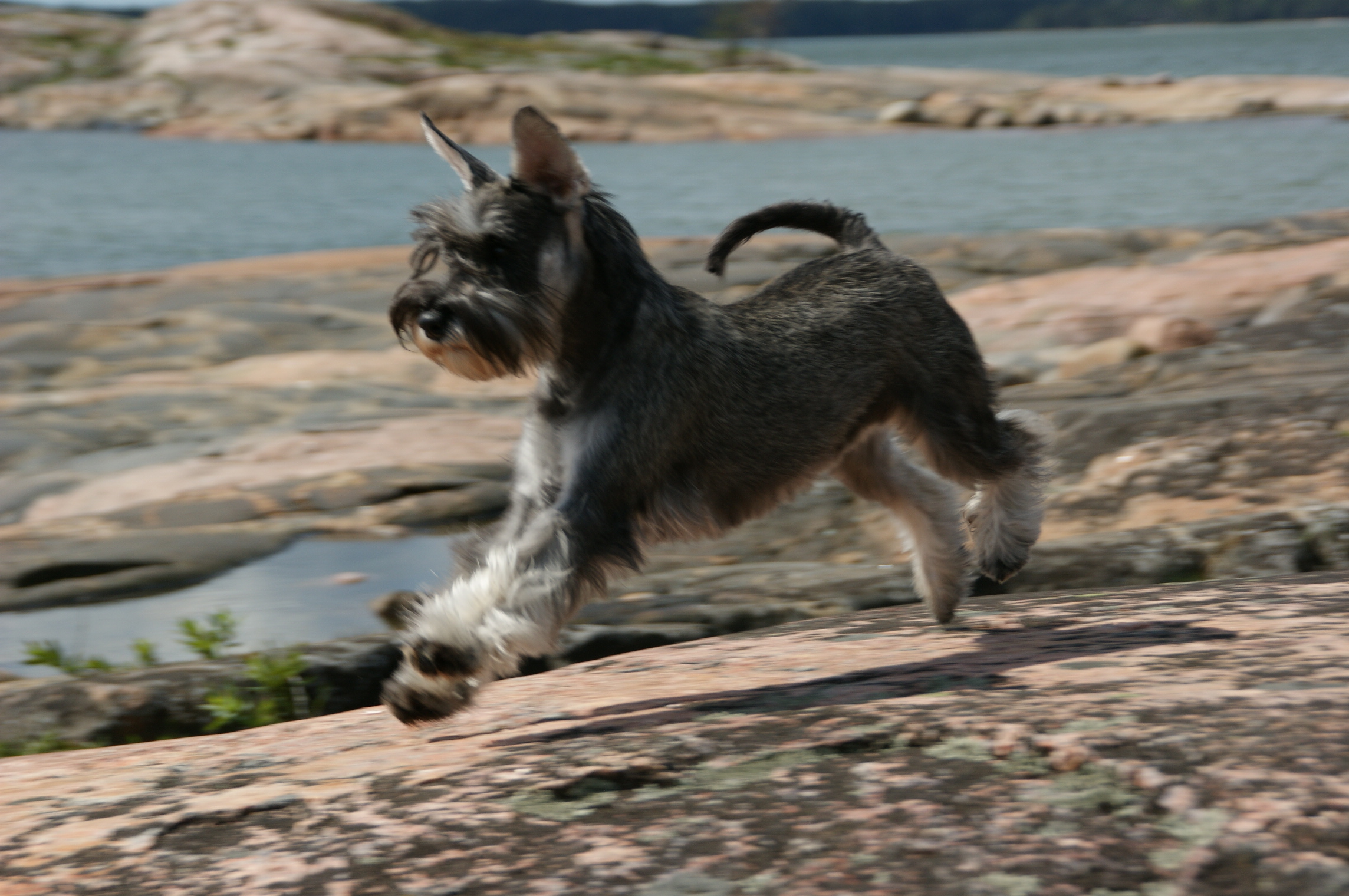